# József Csabai
József Csabai, conosciuto anche come Joe Csabai (Sátoraljaújhely, 7 maggio 1932 – Vancouver, 9 febbraio 2023), è stato un allenatore di calcio e calciatore ungherese, di ruolo attaccante.

## Carriera
Csabai iniziò a giocare a livello giovanile a Sátoraljaújhely, il suo luogo di nascita, arrivando a giocare nella seconda serie ungherese. Si iscrisse alla facoltà universitaria di Educazione Fisica.Fu notato dal Ferencváros, ma seguendo le indicazioni della sua famiglia, iniziò a giocare professionalmente soltanto dopo aver completato gli studi e ottenuto la laurea, nel 1956.
Esordì nel campionato ungherese, ma la rivoluzione ungherese del 1956 stravolse la vita di Csabai. Csabai era stato incluso nei pre-convocati per le Olimpiadi di Melbourne del 1956 ma la nazionale ungherese fu costretta dal governo a ritirarsi, per timore che i giocatori potessero approfittare della trasferta per lasciare illegalmente il paese.
Csabai, in seguito all'invasione sovietica, decise di fuggire in America, insieme al portiere del Ferencvaros, Géza Henni e al fratello Miklós. Oltrepassarono insieme il confine ungherese dopo un viaggio tortuoso. Furono lasciati passare dalla polizia grazie alla celebrità derivante dall'essere giocatori di una delle squadre più amate dell'Ungheria. I tre riuscirono a emigrare passando per l'Austria, con l'aiuto di un parente di Henni che lavorava al consolato di Vienna.
Una volta in America, Csabai e Henni trovarono presto il modo di continuare a giocare a calcio, grazie all'esistenza di un club fondato dalla comunità magiara di New York, il New York Hungaria.
I due calciatori entrarono in contatto con il connazionale László Kubala, che era il genero di Ferdinand Daučík, allenatore dell'Atlético Madrid. Kubala propose loro di trasferirsi in Spagna per giocare nel campionato spagnolo.
Henni preferì proseguire la sua carriera nel calcio statunitense, mentre Csabai accettò e arrivò quindi in Spagna, tuttavia, l'Atlético Madrid non aveva posti liberi in squadra per tesserare altri giocatori stranieri. La dirigenza dell'Atlético e Csabai si misero d'accordo per un prestito di un anno al Recreativo Huelva. Il club andaluso militava nella Segunda División spagnola. Esordì l'8 dicembre 1957 contro il Tenerife, la partita finì 2-2 e Csabai segnò anche un gol. Il campionato fu negativo per il Recreativo Huelva, che retrocesse, ma fu positiva per Csabai a livello individuale, con 18 partite e 5 reti. L'Atlético comunque non concluse l'ingaggio di Csabai e accettò la proposta del Real Saragozza, militante in Primera División, che fece un'offerta economica importante per aggiudicarsi l'attaccante ungherese. Csabai, quindi, debuttò nella Liga spagnola con il Real Saragozza, il 14 settembre 1958, contro la Real Sociedad. L'allenatore era Juan Ochoantezana.
Csabai disputò due stagioni con gli aragonesi, ma a causa di una frattura alla caviglia fu costretto a interrompere la sua esperienza nel calcio spagnolo.
L'infortunio fece saltare un trasferimento al Real Madrid, dopo essersi messo positivamente in mostra in una sfida tra i blancos e il Real Saragozza, in cui Csabai aveva segnato anche un gol.
Durante la lunga degenza, Csabai fu ospitato da Puskás e dalla moglie Erzsébet, per un periodo di sei mesi. Nel frattempo Kubala, gli consigliò un medico americano che lo aveva anche curato.
Csabai decise di investire i suoi risparmi per trasferirsi a New York e rivolgersi a questo chiropratico. Il trattamento fu positivo e poté tornare a giocare. Csabai, grazie a questa esperienza, si appassionò alla chiropratica e decise di studiare questa disciplina all'università, dove si specializzò nel 1967.
Durante questo periodo riprese così a giocare a calcio, con il New York Hungaria. Vinse la National Challenge Cup nel 1962
Una volta terminati gli studi, si trasferì a Vancouver, in Canada, dove lavorò come chiropratico per 45 anni, occupandosi di diversi atleti professionisti, tra i quali Lui Passaglia e Daniele Massaro.
Csabai lavorò a fianco di Ferenc Puskás, che nel 1968 allenò i Vancouver Royals, diventando il suo vice-allenatore. Alla fine della stagione Puskás tornò in Spagna. Tuttavia la loro amicizia proseguì.
Csabai continuò ad allenare, ottenendo un incarico sulla panchina del Vancouver Columbus FC, nel campionato canadese. Successivamente allenò club locali e squadre giovanili della British Columbia. Lavorò a lungo con la franchigia calcistica dei Vancouver Whitecaps come collaboratore tecnico, osservatore e medico.

## Palmarès

### Giocatore

#### Competizioni nazionali
- National Challenge Cup: 1

New York Hungaria: 1962